# Дарре-Сабз
Дарре-Сабз (перс. دره سبز) — село в Ірані, у дегестані Есфандан, у Центральному бахші, шахрестані Коміджан остану Марказі. За даними перепису 2006 року, його населення становило 149 осіб, що проживали у складі 42 сімей.

## Клімат
Середня річна температура становить 11,85 °C, середня максимальна – 31,42 °C, а середня мінімальна – -11,44 °C. Середня річна кількість опадів – 269 мм.
| Клімат поселення                              | Клімат поселення | Клімат поселення | Клімат поселення | Клімат поселення | Клімат поселення | Клімат поселення | Клімат поселення | Клімат поселення | Клімат поселення | Клімат поселення | Клімат поселення | Клімат поселення | Клімат поселення |
| Показник                                      | Січ.             | Лют.             | Бер.             | Квіт.            | Трав.            | Черв.            | Лип.             | Серп.            | Вер.             | Жовт.            | Лист.            | Груд.            |                  |
| Середній максимум, °C                         | 7,41             | 9,48             | 14,22            | 19,87            | 24,21            | 31,14            | 31,42            | 30,29            | 25,80            | 20,55            | 13,39            | 7,58             |                  |
| Середня температура, °C                       | −2,01            | 0,06             | 4,80             | 10,44            | 14,80            | 21,72            | 25,31            | 24,19            | 19,71            | 14,45            | 7,30             | 1,48             |                  |
| Середній мінімум, °C                          | −11,44           | −9,36            | −4,64            | 1,01             | 5,37             | 12,30            | 19,20            | 18,10            | 13,60            | 8,36             | 1,22             | −4,63            |                  |
| Норма опадів, мм                              | 40               | 35               | 47               | 37               | 33               | 6                | 1                | 1                | 0                | 8                | 23               | 38               |                  |
| Середньомісячна швидкість вітру, м/с          | 1.70             | 1.99             | 2.86             | 3.06             | 2.60             | 2.50             | 2.50             | 2.44             | 2.22             | 2.17             | 1.94             | 1.38             |                  |
| Середньомісячна сонячна радіація, кДж/м²·день | 8956             | 12199            | 14670            | 18120            | 22321            | 26862            | 25919            | 23964            | 20827            | 15320            | 10878            | 8831             |                  |
| --------------------------------------------- | ---------------- | ---------------- | ---------------- | ---------------- | ---------------- | ---------------- | ---------------- | ---------------- | ---------------- | ---------------- | ---------------- | ---------------- | ---------------- |
| Джерело:                                      |                  |                  |                  |                  |                  |                  |                  |                  |                  |                  |                  |                  |                  |